# 马塞戈萨
马塞戈萨，是西班牙卡斯蒂利亚-拉曼恰昆卡省的一个市镇。总面积31平方公里，总人口119人（2001年），人口密度4人/平方公里。